# Zygothrica ora
Zygothrica ora är en tvåvingeart som beskrevs av David Grimaldi 1987. Zygothrica ora ingår i släktet Zygothrica och familjen daggflugor.
Artens utbredningsområde är Surinam. Inga underarter finns listade i Catalogue of Life.